# Romanian Open 2002
Il Romanian Open 2002 è stato un torneo di tennis giocato sulla terra rossa. È stata la 10ª edizione del Romanian Open, che fa parte della categoria International Series nell'ambito dell'ATP Tour 2002.
Si è giocato all'Arenele BNR di Bucarest in Romania, dal 9 settembre al 15 settembre 2002.

## Campioni

### Singolare
David Ferrer ha battuto in finale  José Acasuso con il punteggio di 6–3, 6–2

### Doppio
Jens Knippschild /  Peter Nyborg hanno battuto in finale  Emilio Benfele Álvarez /  Andrés Schneiter con il punteggio di 6–3, 6–3